# جارود جوزف
جارود جوزف (به انگلیسی: Jarod Joseph) (زاده ۹ اکتبر ۱۹۸۵) یک بازیگر کانادایی است.

## زندگی‌نامه
جارود جوزف در کلگری بزرگ شد و در ابتدا به ورزش به خصوص بسکتبال یا هاکی علاقه داشت اما این اهداف را کنار گذاشت، زیرا احساس می‌کرد که به جای آن باید روی نمرات خود تمرکز کند. به پیشنهاد یک دوست، جارود تصمیم گرفت بازیگری را دنبال کند و برای یافتن یک شغل به ونکوور رفت. وی سرانجام در فیلم پرسی جکسون و المپ نشینان: دزد صاعقه ایفای نقش کرد. اگرچه این نقش کوچک بود، اما یک تصویر اصلی در حرکات بود و کافی بود که او را برای ادامه کار بازیگری علاقه‌مند کند.
بلافاصله پس از آن، جارود خود را وارد نقش‌های تلویزیونی کرد. او به عنوان نقش دوره ای کارآگاه نیکلاس فلمینگ در سریال Rogue وارد بازیگری حرفه ای شد، او در مصاحبه ای گفت: «روز اول کار من در واقع یک هفته و نیم بعد از آن بود که بیشتر بازیگران و خدمه با هم شروع به کار کردند. یک رابطه پویا و مستقر وجود داشت که من به آن وارد نمی‌شدم، بنابراین من کمی نگران ارتباط‌گیری با دیگران و انجام کارهایم بودم.» در حالی که فیلمبرداری Rogue بود، جارود شروع به کار در نقش‌های دوره ای Gus / Billy در روزی روزگاری و مأمور اف‌بی‌آی در فرینج کرد و در سریال‌های کماندار و انگیزه نقش‌های مهمان داشت.
جارود به عنوان نیتن میلر (یک شخصیت اصلی تکراری) در سریال تلویزیونی سی دبلیو، ۱۰۰ایفای نقش کرده‌است.

## فیلمبرداری

### فیلم
| سال  | عنوان                               | نقش              |
| ---- | ----------------------------------- | ---------------- |
| ۲۰۱۰ | پرسی جکسون و المپ نشینان: دزد صاعقه | دوست دانشگاهی    |
| ۲۰۱۶ | فراتر از پیشتازان فضا               | تکنسین برج کنترل |

### تلویزیون
| سال                | عنوان                                | نقش                 | یادداشت                                |
| ------------------ | ------------------------------------ | ------------------- | -------------------------------------- |
| ۲۰۱۰               | دبستان برج                           | هوارد گیلمور        | قسمت: "نظارت"                          |
| ۲۰۱۰               | هدف انسانی                           | نگهبان (لری) / پلیس | ۲ قسمت                                 |
| ۲۰۱۰               | صفحه دود                             | منشی                | فیلم تلویزیونی                         |
| ۲۰۱۰–۲۰۱۲          | فرینج                                | تیم عامل اف‌بی‌آی     | ۶ قسمت                                 |
| ۲۰۱۱               | گرفته شده از من: داستان تیفانی رابین | گارد دریایی         | فیلم تلویزیونی                         |
| ۲۰۱۱               | وی                                   | Med Tech            | قسمت: "اضطراب سر را دروغ می‌گوید"       |
| ۲۰۱۱               | انتهای بازی                          | دوست پسر خواهر      | قسمت: "طرف دیگر تابستان"               |
| ۲۰۱۱               | تعقیب حال                            | مالریک              | نقش دوره ای                            |
| ۲۰۱۱               | کشتار                                | محمدحمید            | قسمت: "زیر آب"                         |
| ۲۰۱۱               | یک مایل در کفشش                      | پی وی               | فیلم تلویزیونی                         |
| ۲۰۱۱               | بی گناه                              | اورستس مائورو       | فیلم تلویزیونی                         |
| ۲۰۱۱–۲۰۱۶          | روزی روزگاری                         | گاس / بیلی          | ۶ قسمت                                 |
| ۲۰۱۲               | مجتمع LA                             | کریستوفر تیلور      | نقش دوره ای                            |
| ۲۰۱۲               | اکو                                  | تریسی               | فیلم تلویزیونی                         |
| ۲۰۱۳               | کماندار                              | آلن دوراند          | ۳ قسمت                                 |
| ۲۰۱۳               | سرکش                                 | نیکلاس فلمینگ       | بازیگران اصلی                          |
| ۲۰۱۳               | انسان‌های فردا                        | یورگنز              | قسمت: "لیمبو"                          |
| ۲۰۱۴               | دریای آتش                            | دپ ری هالورسون      | فیلم تلویزیونی                         |
| ۲۰۱۴               | امضا، مهر و موم شده، تحویل داده شده  | کامرون              | قسمت: "برای چه کسی ممکن است نگران شود" |
| ۲۰۱۴ - در حال حاضر | ۱۰۰ نفر                              | ناتان میلر          | نقش دوره ای                            |
| ۲۰۱۵               | بک گراند                             | چارلز ترنر          | قسمت: "چارلز ترنر"                     |
| ۲۰۱۵               | دور و برگشت                          | تیم مک موری         | فیلم تلویزیونی                         |
| ۲۰۱۵               | ویوارد پینز                          | جیمی                | قسمت: "جایی که بهشت خانه است"          |
| ۲۰۱۵               | کدگذاری شده                          | شائه                | نقش دوره ای                            |
| ۲۰۱۵               | آرزوی کریسمس من                      | ترور                | فیلم تلویزیونی                         |
| ۲۰۱۵–۲۰۱۶          | معشوقه‌ها                             | ویلسون کوروو        | نقش دوره ای                            |
| ۲۰۱۶ - در حال حاضر | تو من او                             | اندی کاتلر          | نقش دوره ای                            |
| ۲۰۱۷               | نجات امید                            | دکتر امانوئل پالمر  | نقش دوره ای                            |